# Андроново (Красноярский край)
Андроново — деревня в Ужурском районе Красноярского края России. Входит в состав Крутоярского сельсовета.

## География
Деревня расположена в 43 км к северу от районного центра Ужур.

## Население
| 2010 |
| ---- |
| 265  |

## Археология
В 1914 году у деревни Андроново были обнаружены первые захоронения археологической культуры бронзового века, получившей название Андроновская культура.